# Lille
Lille (phát âm tiếng Pháp: [lil] ⓘ; tiếng Hà Lan: Rijsel, phát âm [ˈrɛi̯səl]) là tỉnh lỵ của tỉnh Nord, thuộc vùng hành chính Hauts-de-France của nước Pháp, có dân số là 184.657 người (thời điểm 1999).
Đây là thành phố chính của Métropole Lille, là vùng đô thị lớn thứ tư ở Pháp sau các vùng đô thị Paris, Lyon và Marseille. Lille nằm bên bờ sông Deûle, gần biên giới giữa Pháp của Bỉ. Đây là thủ phủ của vùng Hauts-de-France và các tỉnh Nord.
Thành phố Lille, sáp nhập thêm Lomme vào ngày 27 tháng 2 năm 2000, có dân số 226.014 người (thời điểm điều tra dân số năm 2006 [1]). Trong khi đó, Lille Métropole, một vùng đô thị bao gồm Roubaix, Tourcoing và một số ngoại ô khác, có dân số 1.091.438 người.

## Khí hậu
| Dữ liệu khí hậu của Lille                | Dữ liệu khí hậu của Lille | Dữ liệu khí hậu của Lille | Dữ liệu khí hậu của Lille | Dữ liệu khí hậu của Lille | Dữ liệu khí hậu của Lille | Dữ liệu khí hậu của Lille | Dữ liệu khí hậu của Lille | Dữ liệu khí hậu của Lille | Dữ liệu khí hậu của Lille | Dữ liệu khí hậu của Lille | Dữ liệu khí hậu của Lille | Dữ liệu khí hậu của Lille | Dữ liệu khí hậu của Lille |
| Tháng                                    | 1                         | 2                         | 3                         | 4                         | 5                         | 6                         | 7                         | 8                         | 9                         | 10                        | 11                        | 12                        | Năm                       |
| ---------------------------------------- | ------------------------- | ------------------------- | ------------------------- | ------------------------- | ------------------------- | ------------------------- | ------------------------- | ------------------------- | ------------------------- | ------------------------- | ------------------------- | ------------------------- | ------------------------- |
| Cao kỉ lục °C (°F)                       | 15.2 (59.4)               | 19.0 (66.2)               | 22.7 (72.9)               | 27.9 (82.2)               | 31.7 (89.1)               | 34.8 (94.6)               | 41.5 (106.7)              | 36.6 (97.9)               | 33.8 (92.8)               | 27.8 (82.0)               | 20.3 (68.5)               | 15.9 (60.6)               | 41.5 (106.7)              |
| Trung bình ngày tối đa °C (°F)           | 6.0 (42.8)                | 6.9 (44.4)                | 10.6 (51.1)               | 14.1 (57.4)               | 17.9 (64.2)               | 20.6 (69.1)               | 23.3 (73.9)               | 23.3 (73.9)               | 19.7 (67.5)               | 15.2 (59.4)               | 9.8 (49.6)                | 6.4 (43.5)                | 14.5 (58.1)               |
| Trung bình ngày °C (°F)                  | 3.6 (38.5)                | 4.1 (39.4)                | 7.1 (44.8)                | 9.7 (49.5)                | 13.4 (56.1)               | 16.2 (61.2)               | 18.6 (65.5)               | 18.4 (65.1)               | 15.4 (59.7)               | 11.6 (52.9)               | 7.1 (44.8)                | 4.2 (39.6)                | 10.8 (51.4)               |
| Tối thiểu trung bình ngày °C (°F)        | 1.2 (34.2)                | 1.3 (34.3)                | 3.6 (38.5)                | 5.4 (41.7)                | 8.9 (48.0)                | 11.7 (53.1)               | 13.8 (56.8)               | 13.6 (56.5)               | 11.2 (52.2)               | 8.1 (46.6)                | 4.4 (39.9)                | 1.9 (35.4)                | 7.1 (44.8)                |
| Thấp kỉ lục °C (°F)                      | −19.5 (−3.1)              | −17.8 (0.0)               | −10.5 (13.1)              | −4.7 (23.5)               | −2.3 (27.9)               | 0.0 (32.0)                | 3.4 (38.1)                | 3.9 (39.0)                | 1.2 (34.2)                | −4.4 (24.1)               | −7.8 (18.0)               | −17.3 (0.9)               | −19.5 (−3.1)              |
| Lượng Giáng thủy trung bình mm (inches)  | 60.5 (2.38)               | 47.4 (1.87)               | 58.3 (2.30)               | 50.7 (2.00)               | 64.0 (2.52)               | 64.6 (2.54)               | 68.5 (2.70)               | 62.8 (2.47)               | 61.6 (2.43)               | 66.2 (2.61)               | 70.1 (2.76)               | 67.8 (2.67)               | 742.5 (29.23)             |
| Số ngày giáng thủy trung bình (≥ 1.0 mm) | 11.7                      | 9.6                       | 11.4                      | 10.1                      | 10.6                      | 10.0                      | 9.8                       | 9.2                       | 10.1                      | 11.0                      | 12.6                      | 11.3                      | 127.4                     |
| Số ngày tuyết rơi trung bình             | 4.9                       | 4.1                       | 3.2                       | 1.3                       | 0.1                       | 0.0                       | 0.0                       | 0.0                       | 0.0                       | 0.0                       | 1.8                       | 3.8                       | 19.2                      |
| Độ ẩm tương đối trung bình (%)           | 88                        | 85                        | 82                        | 79                        | 78                        | 79                        | 78                        | 78                        | 83                        | 87                        | 89                        | 90                        | 83                        |
| Số giờ nắng trung bình tháng             | 65.5                      | 70.7                      | 121.1                     | 172.2                     | 193.9                     | 206.0                     | 211.3                     | 199.5                     | 151.9                     | 114.4                     | 61.4                      | 49.6                      | 1.617,5                   |
| Nguồn 1: Meteo France,                   |                           |                           |                           |                           |                           |                           |                           |                           |                           |                           |                           |                           |                           |
| Nguồn 2: Infoclimat.fr                   |                           |                           |                           |                           |                           |                           |                           |                           |                           |                           |                           |                           |                           |

## Sự giáo dục
- EDHEC Business School
- IÉSEG School of Management

## Các thành phố kết nghĩa
- Kharkiv, Ukraina
- Erfurt, Đức
- Esch-sur-Alzette, Đại công quốc Luxembourg
- Köln, Đức
- Leeds, Liên hiệp Anh
- Lüttich, Bỉ
- Nablus, Palestine
- Oujda, Maroc
- Rotterdam, Hà Lan
- Safed, Israel
- Saint-Louis, Sénégal
- Torino, Ý
- Valladolid, Tây Ban Nha
- Thượng Hải, Cộng hòa Nhân dân Trung Hoa

## Những người con của thành phố
- Emile Bernard, họa sĩ
- François Boucq, nhà vẽ tranh cho truyện comic
- Emile Auguste Carolus-Duran, họa sĩ
- Madeleine Damerment (1917-1944)
- Alain Decaux, sử gia
- Jean Dieudonné, nhà toán học
- Maryvonne Dupureur, vận động viên điền kinh
- Julien Duvivier, tác giả và là đạo diễn
- Louis Faidherbe, tướng quân đội
- Charles de Gaulle (1890-1970), tướng quân đội, chính khách, tổng thống Pháp
- Philippe Noiret, diễn viên
- Matthias de L'Obel, nhà thực vật học
- Édouard Lalo, nhà soạn nhạc
- Patrick Leclercq, lãnh đạo chính phủ, bộ trưởng Bộ Ngoại giao của Monaco
- Achille Liénart 1884-1973, hồng y giáo chủ
- Charles Joseph Panckoucke, nhà văn, nhà xuất bản
- Jean-Baptiste Perrin, nhà vật lý học, nhận Giải thưởng Nobel
- Dominique Plancke, chính trị gia
- Emmanuel Villanis, nghệ nhân
- Gaston Waringhien, nhà ngôn ngữ học